# 강수진 (여자 성우)
강수진은 대한민국의 여성 성우이다. 문화방송 성우극회 소속이다.

## 출연작품

### 애니메이션
- 꽃의 천사 메리벨 (MBC)
- 로봇수사대 K캅스 (MBC)
- 빨간망토 차차 (MBC)
- 바람돌이 소닉 (MBC)
- 꽃의 천사 메리벨 (MBC)
- 우주의 기사 테카맨 (SBS) - 하니
- MBC 만화동산

### 영화
- 공주는 못말려 (SBS) -  캐롤라인(카테르지나 브로조바)
- 베토벤 (MBC) - 동물 가게 주인(멜로라 월터스)
- 네프 므와 (MBC)
- 썬더하트 (MBC)
- 이연걸의 영웅 (MBC)
- 라이징 선 (MBC)
- 블랙 라이온 (MBC)

### 게임
- 용기전승 2 - 밀키 케링, 사티아
- 용기전승 플러스 - 미리 캘리버, 큐이
- 무인도 이야기 R - 토우코
- 대운동회 - 야나기다 이치노
- 크리스탈 클래스 - 마리욘
- 환세희담 외전 - 몽몽
- 마도물어 시리즈
- 뿌요뿌요 - 아르르 나쟈

### 라디오
- 격동 30년
- 라디오드라마 이웃
- 두 시의 데이트

### 광고
- 삼양라면
- 크라운 베이커리
- 필립스
- KFC
- 베스킨 라빈스

### 연극
- 릴리엄
- 겨울꿈
- 잔 다르크의 또 다른 죽음 : 어느 전설 이야기
- 레드 라이트 원터
- 굿모닝 미드나잇
- 마리보의 연인들

## 같이 보기
- 문화방송
- 문화방송 성우극회

## 참고 자료
- 문화방송 성우극회 강수진 블로그[깨진 링크(과거 내용 찾기)]